# Международная оперная премия
Международная оперная премия (англ. International Opera Awards) — ежегодная церемония награждения, посвященная выдающимся достижениям в опере по всему миру.

## История
Премия International Opera Awards была учреждена в 2013 году британским бизнесменом, филантропом и любителем оперы Гарри Хайманом и редактором журнала Opera Джоном Эллисоном. Цель мероприятия — отметить выдающиеся достижения в опере и поднять престиж оперы как вида искусства на международном уровне.

## Категории наград
Ежегодно премии присуждаются примерно в 20 категориях. Номинации по всем категориям открыты для широкой публики, которая представляет свой выбор через онлайн-форму. Длинные списки, сформированные в результате этого процесса, впоследствии рассматриваются жюри оперных критиков и администраторов, которые объявляют короткие списки перед церемонией.
Победители определяются тайным голосованием, за исключением премии читателей журнала Opera, которая определяется открытым голосованием.

## Церемония
Инаугурационная международная оперная премия состоялась в Лондоне в отеле Hilton 22 апреля 2013 года. Последующие церемонии проходили каждый год в апреле или мае.
В 2015 году формат церемонии награждения вместо торжественного ужина был заменён на театральное шоу, в котором участвовали прошлые победители, финалисты и другие выдающиеся оперные исполнители. Мероприятия 2015 и 2016 годов проходили в лондонском театре «Савой». С 2017 года церемония награждения проходит в лондонском «Колизее», а оркестром премии является Orpheus Sinfonia.
Ведущим премии в течение последних двух[когда?] лет был ведущий BBC Radio 3 Петрок Трелони.

## Благотворительные цели
International Opera Awards собирают средства для Opera Awards Foundation, благотворительного фонда, который присуждает стипендии начинающим оперным артистам, нуждающимся в финансовой поддержке. Среди награжденных — певцы, дирижёры, аккомпаниаторы, режиссёры и ансамбли. Заявки принимаются ежегодно и открыты для артистов любой страны.

## Лауреаты премии

### 2022
- Дирижёр — Даниэле Рустиони
- Дизайнер — Майкл Ливайн
- Цифровая опера — Upload (Dutch National Opera)
- Режиссёр — Стефан Херхайм
- Возможности и влияние — Foundation Studio (Cape Town Opera)
- Певица — Сабин Девьей
- Певец — Стефан Дегу
- Фестиваль — Опера Санта-Фе
- Руководство — Nicholas Payne
- Пожизненное достижение — Dame Janet Baker
- Новая постановка — «Glyndebourne: La Voix humaine/Les Mamelles de Tirésias» (c. Robin Ticciati, d. Laurent Pelly)
- Оперная компания — Lviv National Academic Opera & Ballet Theatre jointly with Odesa Opera & Ballet Theatre
- Приз читателей журнала «Opera» — Пене Пати
- Филантроп — Aline Foriel-Destezet
- Запись (Полная опера) — «Offenbach: Le Voyage dans la lune» (Bru Zane)
- Запись (сольный концерт) — «Michael Spyres: Baritenor» (Erato)
- Вновь открытая работа — «Dallapiccola: Ulisse» (Франкфуртская опера)
- Восходящая звезда — Нардус Уильямс
- Устойчивость — Гётеборгская опера
- Мировая премьера — «Defoort: The Time of our Singing» (La Monnaie De Munt)

### 2020/2021
- Хор — Метрополитен-опера
- Дирижёр — Кирилл Петренко
- Дизайнер — Малгожата Щесняк
- Режиссёр — Роберт Карсен
- Образование и продвижение — Birmingham Opera Company
- Певица — Лисе Давидсен
- Певец — Хавьер Камарена
- Фестиваль — Зальцбургский фестиваль
- Руководство — Дэвид Паунтни
- Пожизненное достижение — Бернард Хайтинк
- Новая постановка — «Сказка о царе Салтане» (Римский-Корсаков), Дмитрий Черняков (La Monnaie/De Munt)
- Новичок — Алпеш Чаухан
- Оперная компания — Королевский театр (Мадрид)
- Приз «Опера для мира» — Денис Грейвз
- Оперный оркестр — Баварская государственная опера / Баварский государственный оркестр
- Филантроп — The Martina Arroyo Foundation
- Приз читателей журнала «Opera» — Джейми Бартон
- Запись (полная опера) — «Thomas: Hamlet Opera Comique» (Naxos)
- Запись (сольный концерт) — «Jakub Józef Orliński: Facce d’amore» (Erato)
- Вновь открытая работа — Монюшко: Paria (Большой театр имени Станислава Монюшко в Познани)
- Мировая премьера — Glanert: Oceane (Немецкая опера)
- Молодая певица — Василиса Бержанская
- Молодой певец — Шавьер Андуага

### 2019
- Хор — Большой театр
- Дирижёр — Марк Альбрехт
- Дизайнер — Ребекка Рингст
- Режиссёр — Кэти Митчелл
- Образование и продвижение — Umculo
- Певица — Асмик Григорян
- Певец — Чарльз Кастроново
- Фестиваль — Janáček Brno Festival
- Руководство — Waldemar Dąbrowski
- Пожизненное достижение — Леонтина Прайс
- Новая постановка — Яначек: из Дома Мертвых, д. Кшиштоф Варликовский (Королевский оперный театр)
- Новичок — Максим Емельянычев
- Оперная труппа — Фламандская опера
- Оперный оркестр — Королевский театр Ковент-Гарден
- Филантроп — Fondation Bru
- Приз читателей журнала «Opera» — Соня Йончева
- Запись (Полная опера) — «Rossini: Semiramide» (Opera Rara)
- Запись (Сольный концерт) — «Stéphane Degout: Enfers» (Harmonia Mundi)
- Вновь открытая работа — «Hasse: Artaserse» (Pinchgut Opera)
- Мировая премьера — «Kurtág: Fin de partie» (Teatro alla Scala)
- Молодая певица — Марина Виотти

### 2018
- Хор — MusicAeterna
- Дирижёр — Владимир Юровский
- Дизайнер — Paul Steinberg
- Режиссёр — Mariusz Treliński
- Образование и продвижение — Опера Холланд Парк
- Певица — Малин Бюстрём
- Певец — Пётр Бечала
- Молодая певица — Уоллис Джунта
- Фестиваль — Festival Verdi Parma
- Лидерство в опере — Бернд Лебе
- Пожизненное достижение — Тереса Берганса
- Новая постановка — Бриттен: Билли Бадд, д. Дебора Уорнер (Teatro Real)
- Новичок — Barbora Horáková Joly
- Оперная труппа — Баварская государственная опера
- Оперный оркестр — Ла Скала
- Филантроп — Аннет Кэмпбелл-Уайт
- Приз читателей журнала «Opera» — Притти Йенде
- Запись (Полная опера) — Berlioz: Les Troyens (Erato)
- Запись (Сольный концерт)— Véronique Gens: Visions (Alpha)
- Вновь открытая работа — Krenek: Der Diktator; Schwergewicht; Das geheime Königreich (Oper Frankfurt)
- Мировая премьера — Бретт Дин: Гамлет (Глиндборн)

### 2017
- Хор — Arnold Schoenberg Chor
- Дирижёр — Филипп Джордан
- Дизайнер — Klaus Grünberg
- Режиссёр — Christof Loy
- Образование и продвижение — Театр имени Наталии Сац (Москва)
- Певица — Анна Нетребко
- Певец — Лоуренс Браунли
- Молодая певица — Луиза Олдер
- Фестиваль — Уэксфордский оперный фестиваль
- Лидерство в опере — Бернар Фоккруль
- Пожизненное достижение — Рената Скотто
- Новая постановка — Саариахо: L’amour de loin, д. Робер Лепаж (Метрополитен-опера)
- Новичок — Лоренцо Виотти
- Оперная труппа — Opéra de Lyon
- Приз читателей журнала «Opera» — Хуан Диего Флорес
- Филантропия — Федора: Европейский круг филантропов оперы и балета
- Запись (Полная опера) — Pique Dame (BR Klassik)
- Запись (Сольный концерт) — Pretty Yende: A Journey (Sony)
- Вновь открытая работа — Żeleński: Goplana (Polish National Opera)
- Специальная награда в память о нём — Альберто Дзедда
- Мировая премьера — Томас Адес: Истребляющий Ангел (Зальцбургский Фестиваль)

### 2016
- Специальные возможности — The Opera Platform
- CD (полная опера) — Доницетти: «Мученики», Опера Рара
- CD (оперный концерт) — Ann Hallenberg: Agrippina, Deutsche Harmonia Mundi
- Хор — Английская национальная опера
- Дирижёр — Джанандреа Нозеда
- Дизайнер — Вики Мортимер
- Режиссёр — Лоран Пелли
- DVD — Римский-Корсаков: Царская невеста, Bel Air Classiques
- Певица — Mariella Devia
- Певец — Gregory Kunde
- Молодая певица — Асмик Григорян
- Молодой певец — Stanislas de Barbeyrac
- Фестиваль — Глайндборнский оперный фестиваль
- Пожизненное достижение — Бригитта Фассбендер
- Новая постановка — Britten: Peter Grimes, Theater an der Wien (Vienna)
- Оперная труппа — Голландская Национальная Опера
- Филантроп/Спонсор — Билл и Джуди Боллинджер, Кристина Коллинз
- Вновь открытая работа — Offenbach: Le roi Carotte, Opéra de Lyon
- Мировая премьера — Дженнифер Хигдон: Холодная Гора, Опера Санта-Фе
- Молодой дирижёр — Giacomo Sagripanti
- Молодой режиссёр — Fabio Ceresa
- Приз читателей журнала «Opera» — Эрмонела Яхо

### 2015
- Специальные возможности — Норвежская опера и балет
- CD (полная опера) — Offenbach: Fantasio, Opera Rara
- CD (оперный концерт) — Anna Bonitatibus: Semiramide: La Signora Regale, Deutsche Harmonia Mundi
- Хор — Валлийская национальная опера
- Дирижёр — Семён Бычков
- Дизайнер — Эс Девлин
- Режиссёр — Ричард Джонс
- DVD — Strauss: Elektra, Bel Air Classiques
- Певица — Аня Хартерос
- Певец — Christian Gerhaher
- Молодая певица — Justina Gringyte
- Фестиваль — Брегенцский фестиваль
- Пожизненное достижение — Спейт Дженкинс
- Новичок — Лотта де Бир
- Новая постановка — Мусоргский: ХованскийТеатр, Бирмингемская Оперная Труппа
- Оперная труппа — Komische Oper Berlin
- Филантроп/Спонсор — Энн Зифф (Фонд Билла и Энн Зифф)
- Приз читателей журнала «Opera» — Aleksandra Kurzak / Йонас Кауфман
- Вновь открытая работа — Россини: Аурелиано в Пальмире, оперный фестиваль Россини (Пезаро)
- Юбилейная постановка (Штраус) — Die Frau ohne Schatten, Royal Opera House (London)
- Мировая премьера — Philippe Boesmans: Au monde, La Monnaie (Bruxelles)

### 2014
- Специальные возможности — Teatro Sociale di Como
- Юбилейная постановка (Бриттен) — Питер Граймс на пляже (фестиваль в Альдебурге)
- Юбилейная постановка (Верди) — Verdi trilogy — La battaglia di Legnano, I due Foscari, I Lombardi (Hamburg Staatsoper)
- Юбилейная постановка (Вагнер) — Парсифаль (Опера Влаамсе)
- CD (полная опера) — Отелло (Звучит Чикагский Симфонический Оркестр)
- CD (оперный концерт) — Ann Hallenberg — Hidden Handel (Naïve)
- Хор — Байрёйтский фестиваль
- Дирижёр — Кирилл Петренко
- Дизайнер — Пол Браун
- Режиссёр — Барри Коски
- DVD — David et Jonathas (Bel Air Classiques)
- Певица — Диана Дамрау
- Певец — Стюарт Скелтон
- Молодая певица — Джейми Бартон
- Фестиваль — Экс-ан-Прованский оперный фестиваль
- Пожизненное достижение — Жерар Мортье
- Новая постановка — «Норма», п. Моше Лейзер и Патрис корье (Зальцбургский фестиваль)
- Оперная труппа — Цюрихский оперный театр
- Благотворитель / Спонсор — Эдгар Фостер Дэниелс
- Приз читателей журнала «Opera» — Джозеф Каллея
- Заново открытая работа — Кристина, Реджина Ди Свезия (Форони), Уэксфордский оперный фестиваль
- Мировая премьера — «Венецианский купец» (Анджей Чайковский), Брегенцский фестиваль

### 2013
- Специальные возможности — Метрополитен-опера
- CD (полная опера) — Алессандро (Гендель), К. Джордж Петру (Декка)
- CD (оперный концерт) — Кристиан Герхер: Романтические Арии (Sony)
- Хор — Кейптаунская опера
- Дирижёр — Антонио Паппано
- Дизайнер (костюмы) — Буки Шифф
- Дизайнер (наборы) — Энтони Макдональд
- Дизайнер (освещение) — Пол Констебль
- Режиссёр — Дмитрий Черняков
- DVD — «Триптих», Royal Opera, p. Richard Jones, c. Antonio Pappano (Opus Arte)
- Певица — Нина Штемме
- Певец — Йонас Кауфман
- Молодая певица — Софи Беван
- Фестиваль — Зальцбургский фестиваль
- Новичок (дирижёр или режиссёр) — Даниэле Рустиони
- Новая постановка — «Сказание о невидимом граде Китеже и деве Февронии», Дмитрий Черняков (Нидерландская национальная опера)
- Оперная труппа — Франкфуртская опера
- Оперный оркестр — Метрополитен-опера
- Филантроп / Спонсор — Сэр Питер Мур
- Заново открытая работа — David et Jonathas (Шарпантье), Ар Флориссан
- Мировая премьера — «Написано на коже» (Бенджамин), Экс-ан-Прованский оперный фестиваль